# 成型肉
成型肉（せいけいにく、成形肉とも）は、細かい屑肉や内臓肉を軟化剤で柔らかくして結着剤で固め、圧力を加えることで形状を整えた食肉。牛肉の赤身に牛脂や食品添加物などを注射した、「インジェクション加工」と呼ばれる処理を施した肉は含まれない（分類としては加工肉となる）。
圧着肉もしくは結着肉とも呼ぶ。

## 概要
- 軟化剤や結着剤には、主に牛乳由来のカゼインナトリウム、カラギーナン、アルギル酸塩、アルカリ製剤などが使用されている。
- 日本食肉加工協議会に加盟する工場で製造された成型肉は「雪華肉」というブランドで販売されている。なお、日本食肉加工協議会は名称こそ日本食肉加工協会・日本食肉協議会と類似しているが、異なる組織である。
- 成型やインジェクション加工は、低価格の水産加工品でも行われることがある。

## 問題点

### アレルギーの問題
- カゼインナトリウムが使用されている場合、牛乳アレルギーの人は注意が必要である。

### 食中毒の問題
- 複数の工程を経て細かくした肉を混ぜ合わせるため、腸管出血性大腸菌（O157など）の食中毒菌が肉の内部に入り込みやすい。普通のステーキは、サーロインやヒレなど牛の筋肉に相当する部分が使われ、O157などの食中毒菌はたとえ存在したとしても肉の内部には存在せず、仮に肉の表面に菌がいたとしても食べる時に表面を焼けば菌は死滅する（普通のステーキ肉がレアで食べられるのはこのため）。しかし、成型肉は肉の内部に菌が入っている可能性があり、肉の表面を焼いただけでは菌は死滅しないため、成型肉を加熱不十分な状態で食べると食中毒を起こす。
- 2009年には、ステーキレストランチェーン「ペッパーランチ」で、成型肉を使用した「角切りステーキ」の加熱不足から、病原性大腸菌による食中毒が発生している。
- 食品衛生法では成型肉を提供する場合、十分な加熱が必要と表示するよう義務づけている。

### 不当表示の問題
- 成型肉自体は「農林物資の規格化等に関する法律」に基づいた合法的なものではあるが、一般の認知度の低さやイメージの問題から、一部の店では無表示もしくは「ステーキ」として客に提供されることがあり、その場合は違法表示と見なされて法律による罰則の対象になる[1]。
- 日本フードサービス協会は会員の外食企業に、「やわらか加工」「霜降り加工」などの表現を勧めている。
- 2005年11月15日、公正取引委員会はレストランチェーン「フォルクス」に対し、「牛の生肉の切り身であるかのように表示していたが、実際には牛の成型肉であった。」として、排除命令を行った[2]。